# Otus manadensis
El autillo celebiano o autillo de Célebes (Otus manadensis) es una especie de ave estrigiforme de la familia de los búhos (Strigidae).

## Distribución
Es endémico de las selvas de las Célebes (Indonesia).

## Subespecies
Se reconocen las siguientes:
- Otus manadensis manadensis (Quoy & Gaimard, 1832) — Célebes
- Otus manadensis mendeni Neumann, 1939 — Islas Banggai (Peleng y Labobo)
- Otus manadensis kalidupae (Hartert, 1903) — Kaledupa (islas Tukangbesi)